# アケビ属
アケビ属（アケビぞく、学名: Akebia）は、アケビ科の属の一つ。

## 特徴
普通は落葉性の蔓性木本。葉は掌状複葉で、小葉は3-5枚で草質、柄がある。花序はごく短く詰まった枝の葉、あるいは鱗片の腋から出て、総状を成して垂れ下がる。雌雄同株で花は単性、一つの花序では先端側に小さい雄花が、基部側に大きい雌花がつく。どちらの花でも3枚の花弁があるように見えるがこれは萼であり、花弁はない。雄花には6本の雄蘂があり、それらはバラバラになって生じる。雌花では3-9の雌蘂があり、それぞれ円柱形で先端に粘つきを持つ柱頭がある。雌蘂の内で1-3個だけが成熟して果実となる。果実は液果で、腹面にある縫合線で果皮が裂けて口を開くことで果肉を露出し、その内部に黒い種子を多数含む。この果肉は胎座の肥大したものである。

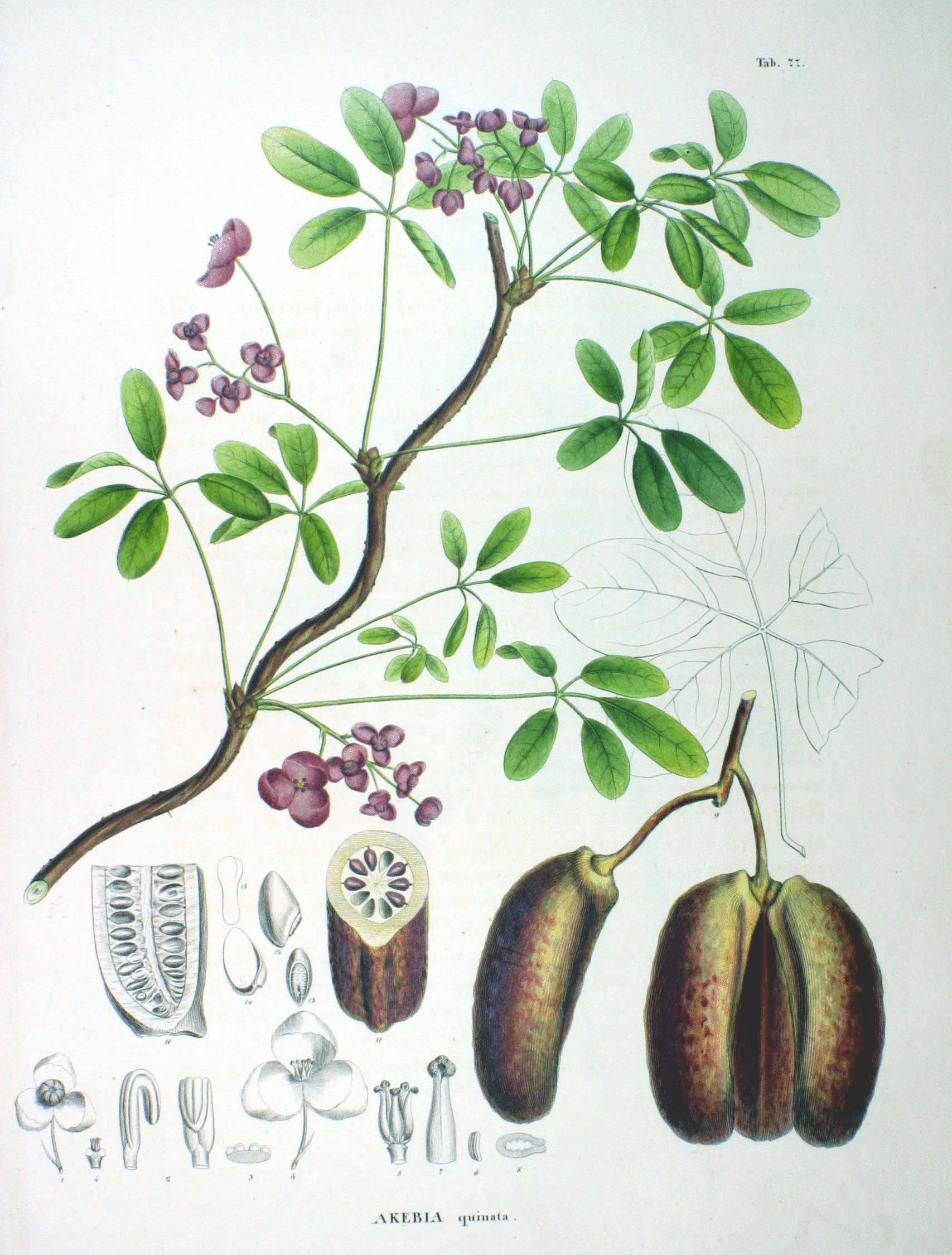
アケビ・図版
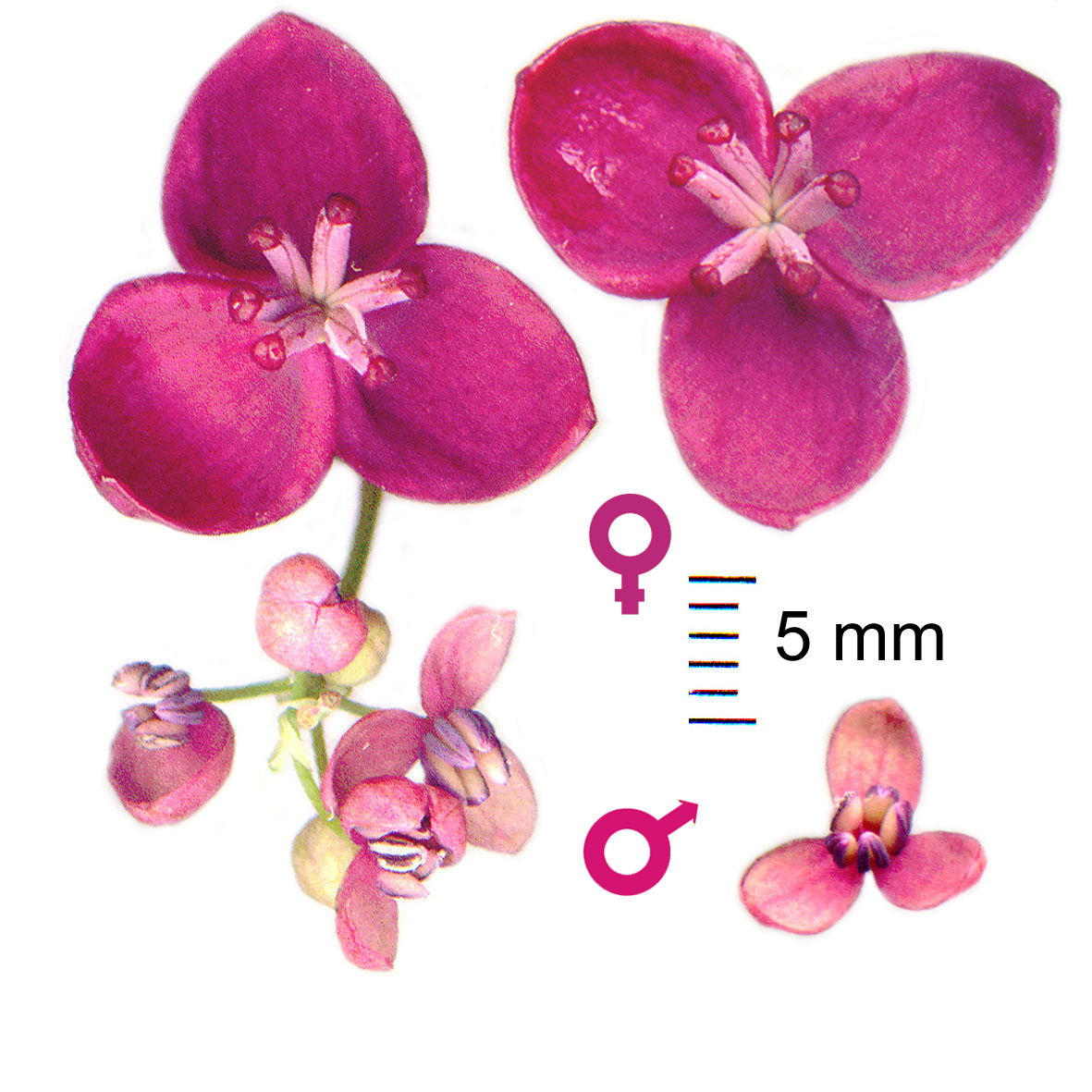
同・花
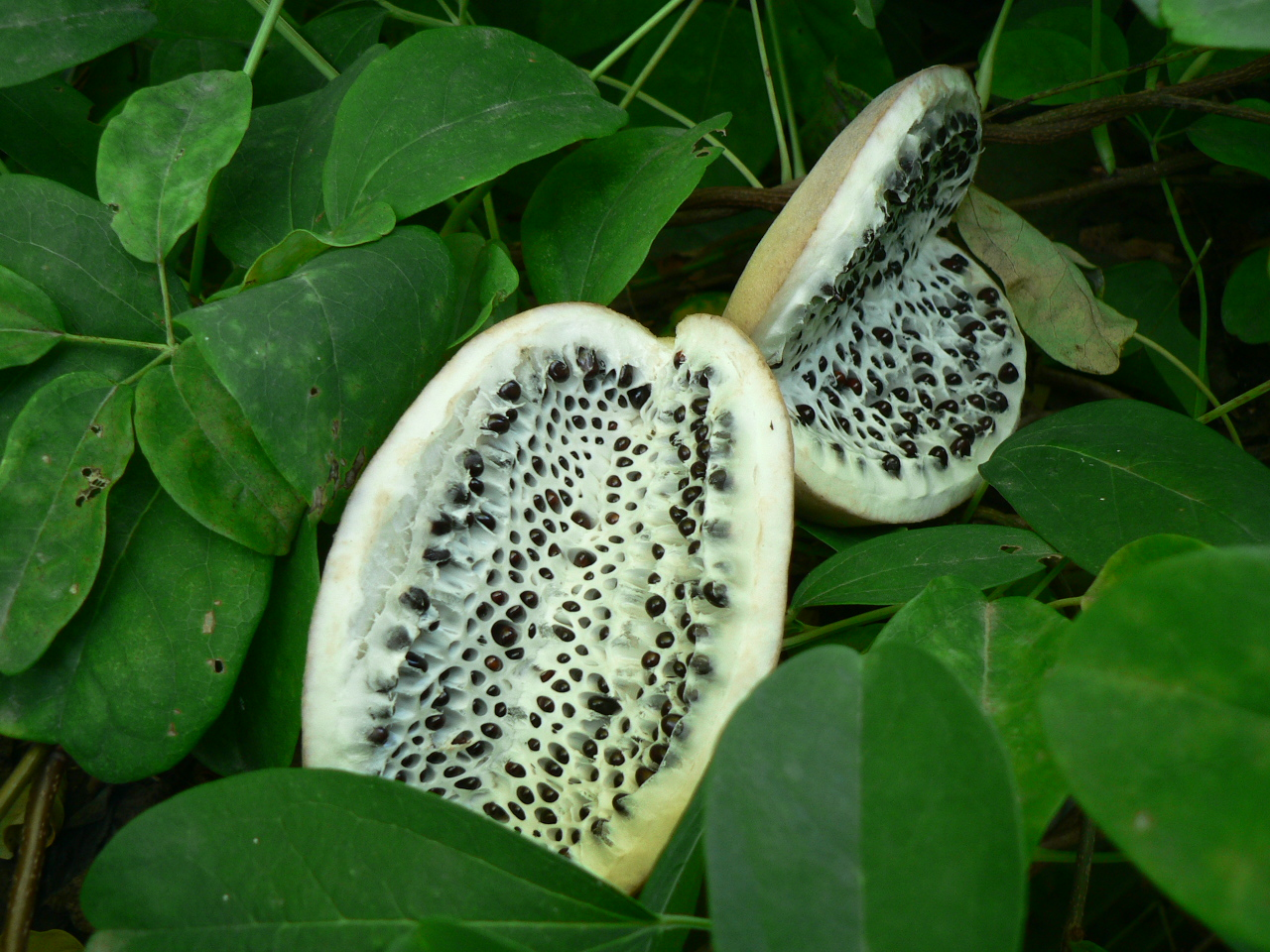
同・裂開した果実
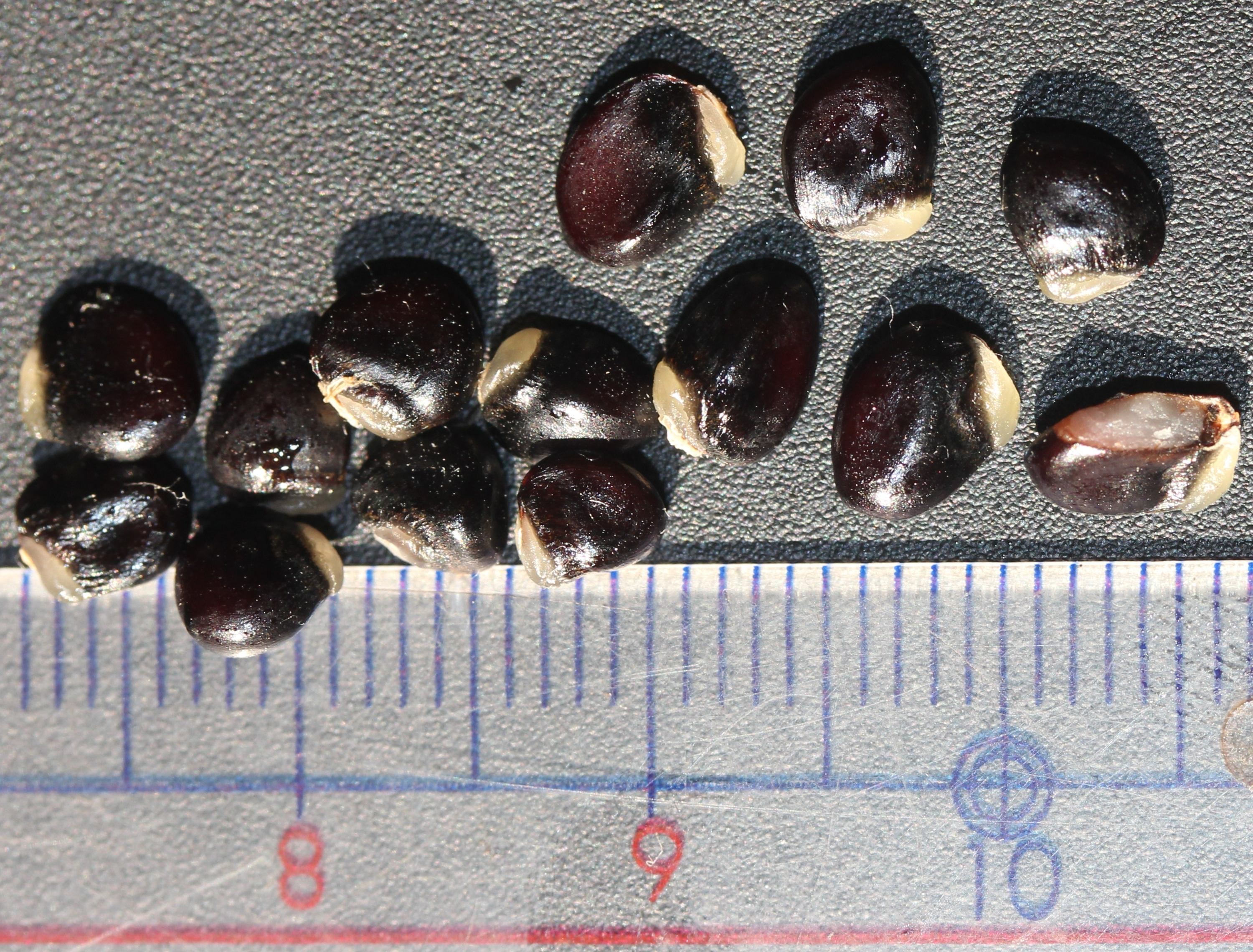
同・種子

## 分布と種

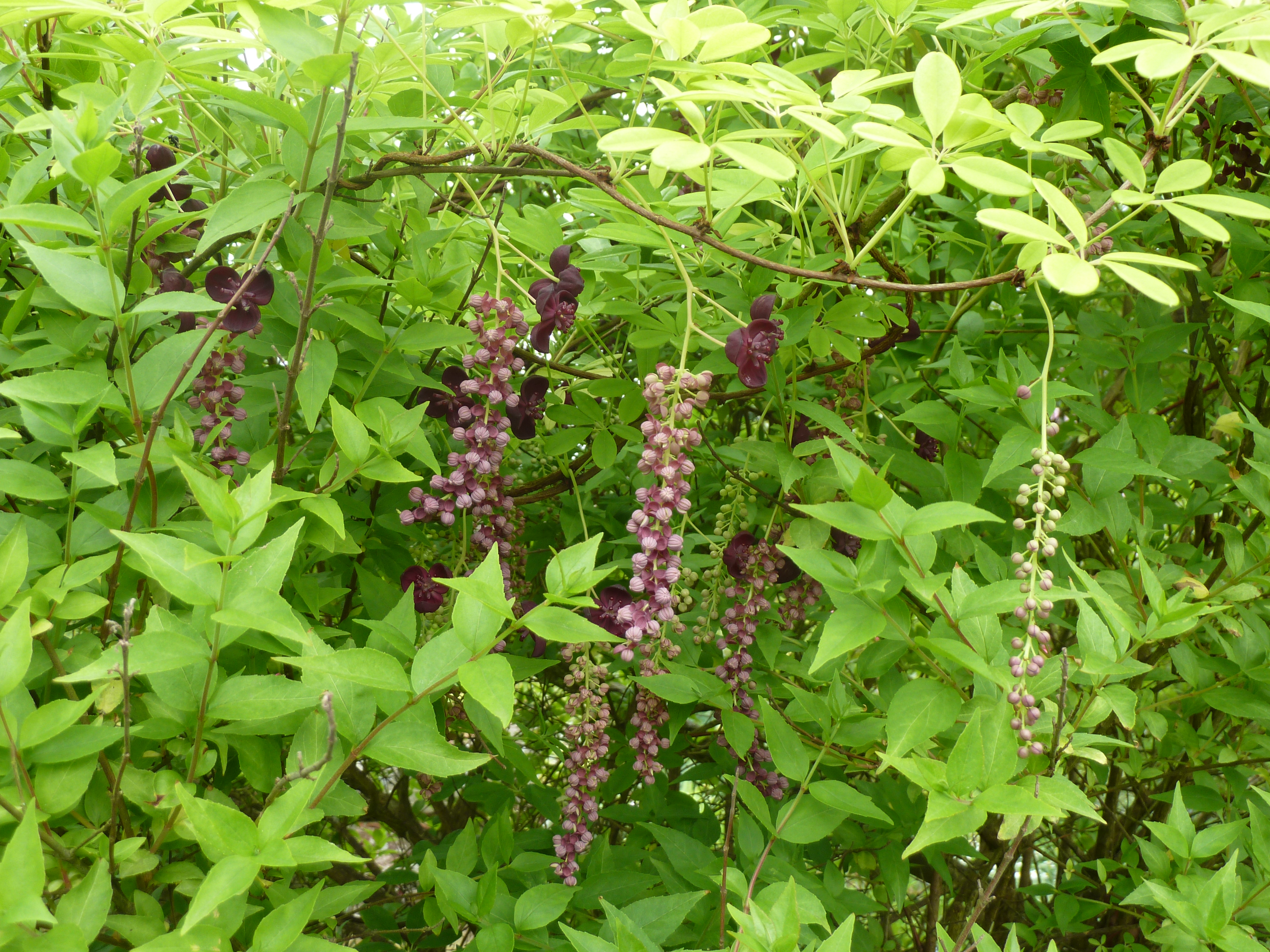
ホザキアケビ
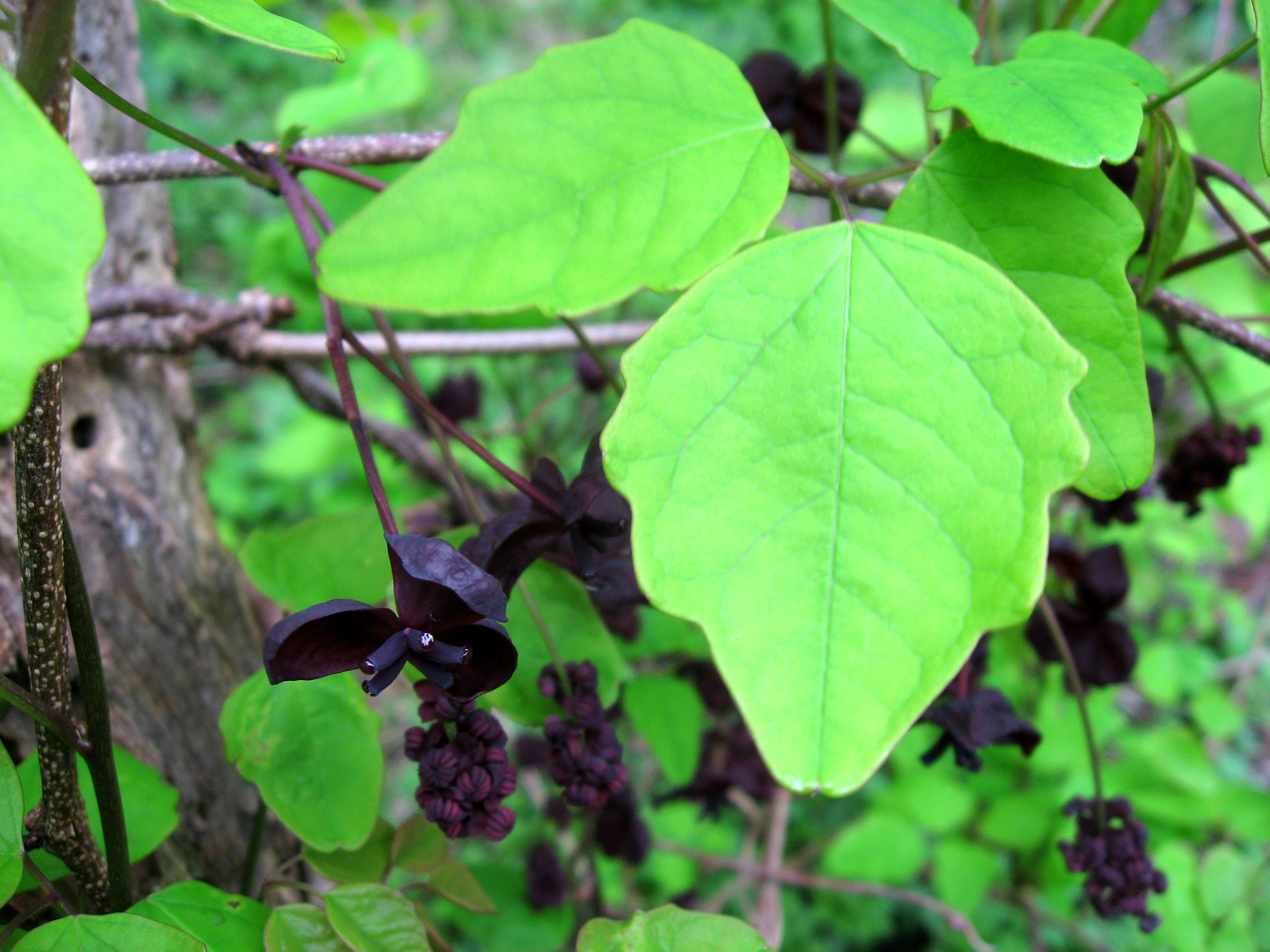
ミツバアケビ
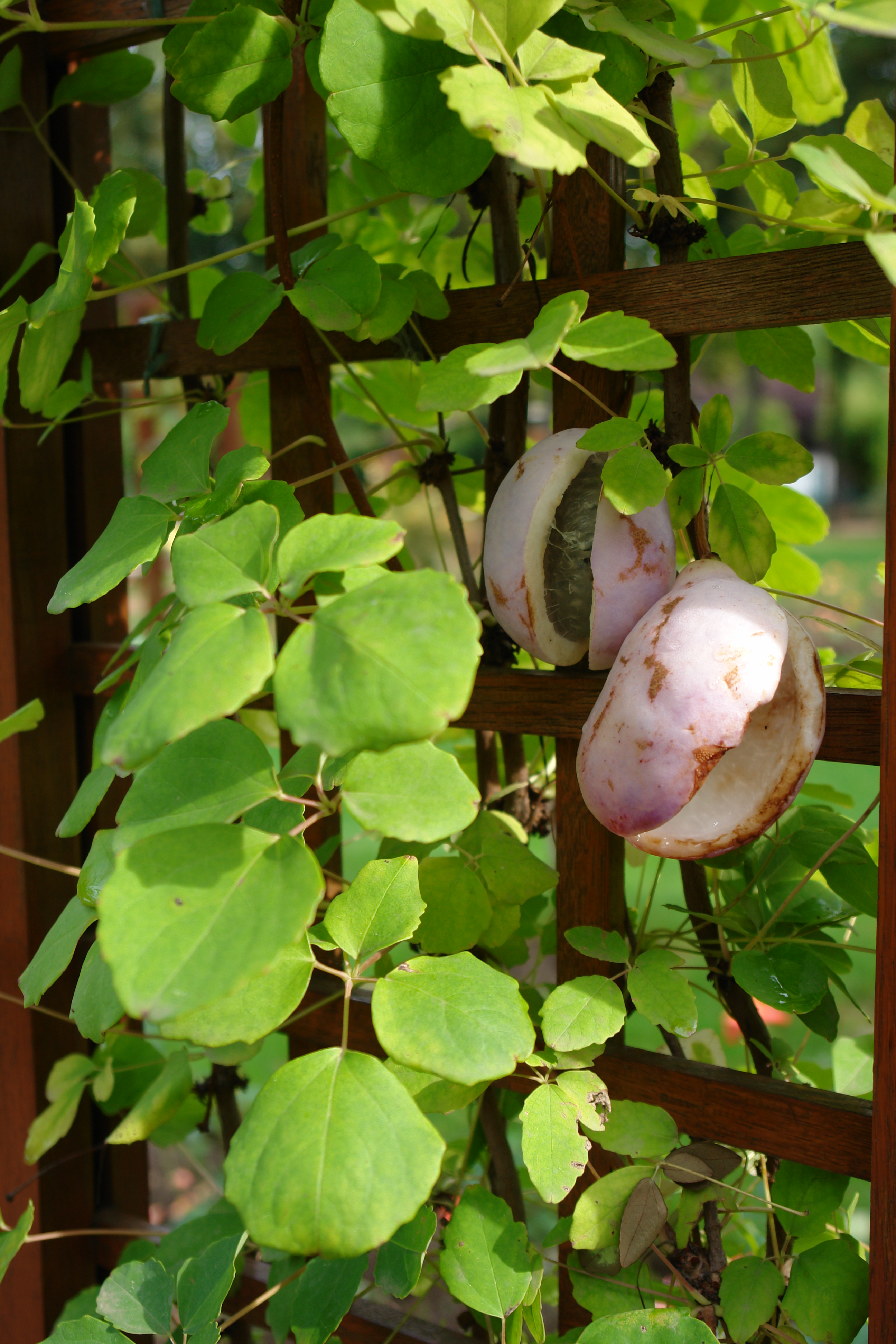
ゴヨウアケビ

東アジアに5種がある。
アケビ Akebia quinata
小葉は5枚で花は薄紫。果実用に栽培されることもある。
ミツバアケビ Akebia trifoliata
小葉が3枚で紫褐色の花。往々にしてアケビと混じって生育している。
ゴヨウアケビ Akebia × pentaphylla
アケビとミツバアケビの雑種とされる。その形態は、小葉は5枚ながら緩やかな鋸歯を持つなど、両種の特徴を受け継いでいる。ただし、アケビに「ゴヨウアケビ」の流通名を付けて販売している場合がある。
他に以下の種がある。
ホザキアケビ Akebia longeracemosa 5小葉で花序が長い
タイワンアケビ A. chingshuiensis 3小葉で花が小さい
- ホザキアケビ
- ミツバアケビ
- ゴヨウアケビ

## 分類
日本には他にムベ属 Stauntonia のムベ S. hexaphylla があるが、本属との違いとしては萼片が3でなく6であること、雄花の雄蘂が互いにくっついていること、果実が裂けて口を開けないことなどが上げられる。
他に東アジアに産するこの科のものとしては以下のようなものがある。
- Holboellia　ムベ属に似るが雄花の雄蘂が互いにくっつかない。
- Archakebia 萼片は6、雄蘂は離れ、果実は裂開。アケビ属とムベ属の形質を併せ持つ。
- Sinofranchetia 花も果実もごく小さく原始的な構造
- Decaisnea デカイスネア属：この科で唯一の直立する低木で、葉は羽状複葉